# Cobi Crispin
Cobi Crispin (Mackay, Austràlia; 22 de desembre de 1988) és una davantera de bàsquet en cadira de rodes de 4 punts d'Austràlia Occidental. Va començar a jugar al bàsquet en]cadira de rodes el 2003 quan tenia 17 anys. L'Institut d'Esports de Victòria i el programa de Suport Directe a l'Atleta (DAS) l'han proporcionat ajut perquè pugui jugar. Va jugar al bàsquet de club a la Lliga Nacional de Bàsquet en Cadira Rodes Femenina (WNWBL) per als Dandenong Rangers de  Victòria el 2012, després d'haver jugat anteriorment per als Western Stars. Al 2015 va començar a jugar per als Minecraft Comets. Va jugar per a la Universitat d'Alabama els Estats Units el 2013-15.
Crispin va debutar a l'equip nacional femení de bàsquet en cadira de rodes d'Austràlia e 2006, competint en el Duel Mundial de Bàsquet Joseph F. Lyttle aquest any, i va participar en la classificació per als Jocs Paralímpics de 2007. Va romandre en l'equip i va formar part de l'equip nacional femení de bàsquet en cadira de rodes d'Austràlia que va guanyar la medalla de bronze als Jocs Paralímpics de Pequín 2008. Als Campionats Mundials de la IWBF de 2010 a Birmingham, Anglaterra, el seu equip va acabar en quart lloc. A l'any següent, va ser capitana de l'equip femení de bàsquet en cadira de rodes sub 25 (U25) de 2011 al Campionat Mundial de Bàsquet en cadira de rodes sub 25 de 2011, i va obtenir una medalla de plata. També en 2012, va participar en la classificació per als Jocs Paralímpics, i va passar a competir en els Jocs Paralímpics de Londres 2012, on el seu equip va acabar en segon lloc.

## Vida personal
Cobi Crispin va néixer a Mackay, Queensland, el 22 de desembre de 1988, filla d'Alan i Cathy Crispin i té tres germans. Va néixer sense un fèmur. Es va mudar a Melbourne, Victòria com a resultat de canviar de lloc del club de bàsquet en cadira de rodes per jugar amb els Dandenong Rangers.
Altres esports on s'ha interessat són l'hoquei, la natació i el futbol de toc. Els seus models a seguir són els jugadors paralímpics de bàsquet en cadira de rodes Liesl Tesch i Alison Mosely. Es va educar en el St Patrick's College, Mackay, i a partir de 2012 va assistir a la Universitat Deakin.

## Bàsquet

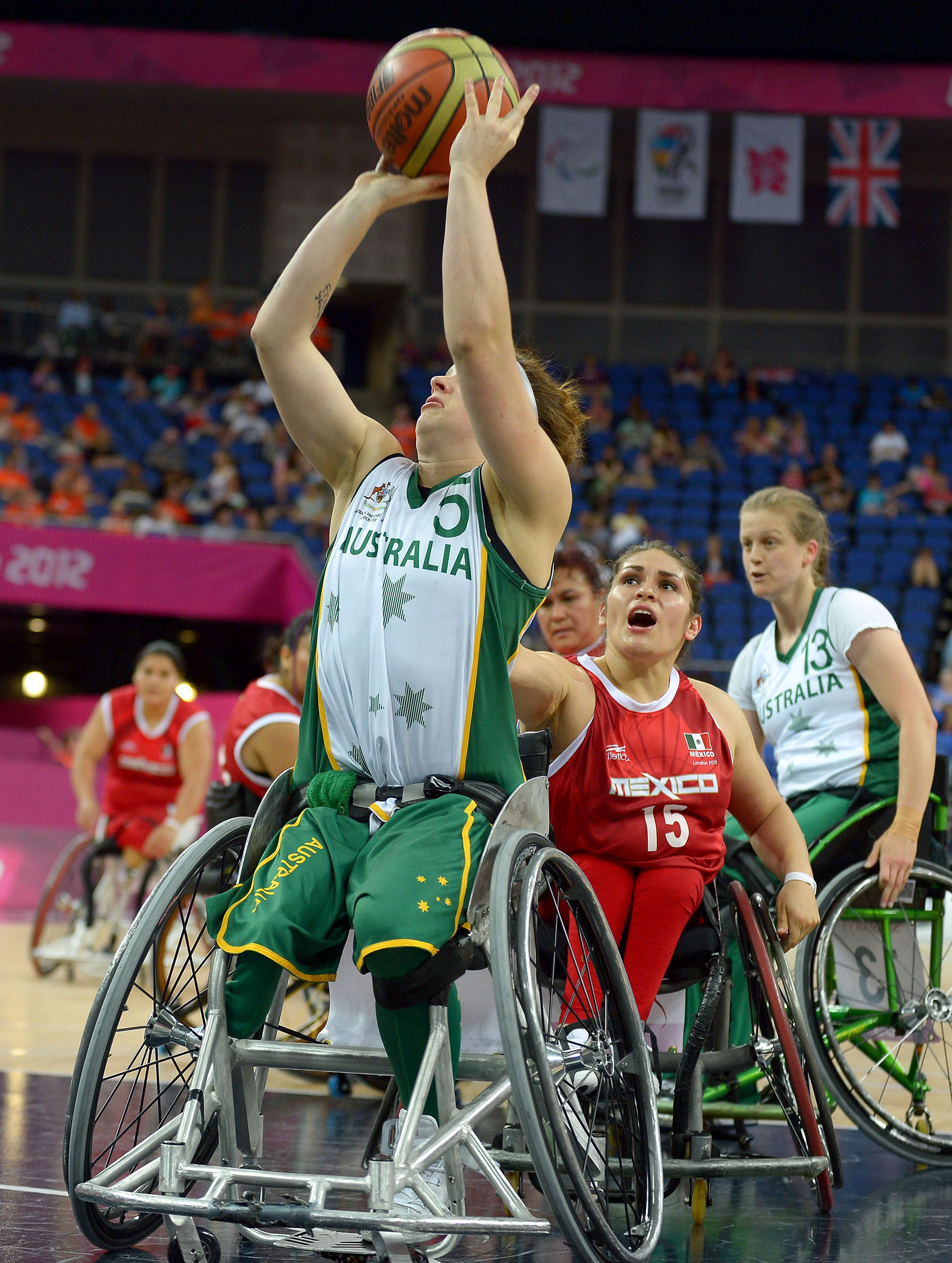
Crispin als Jocs Paralímpics de Londres 2012.

La classificació de Crispin al bàsquet en cadira de rodes és de 4.0 punts, i juga de davantera. Porta practicant aquest esport des de 2003, quan tenia 17 anys. Al 2009, va ser aspirant a una beca de campionat. Al 2010, va obtenir una beca del Victorian Institute of Sport, que proporciona «assistència amb entrenament especialitzat, ciència de l'esport, medecina esportiva, preparació física i serveis d'educació i desenvolupament professional, així com despeses d'entrenament i competició». Al 2010/11 i 2011/12, la Comissió Australiana d'Esports li va atorgar subvencions de 17.000 dòlars australians a través del programa de Suport Directe a l'Atleta (DAS), un pla que proporciona suport financer directament als atletes d'elit. Va rebre 5.571 dòlars en 2009/10 i 10.000 dòlars en 2012/13.

### Equip nacional
La primera aparició de Crispin a l'equip nacional va ser l'any 2006. Va ser seleccionada per participar en un camp d'entrenament de l'equip nacional el 2010, i va ser membre de l'equip nacional femení de bàsquet en cadira de rodes d'Austràlia, 14 conegut com els Gliders, als Jocs Paralímpics d'estiu de 2008 a Pequín. Els Gliders van derrotar el Japó per 53-47 per guanyar la medalla de bronze.

## Paralímpics 2012

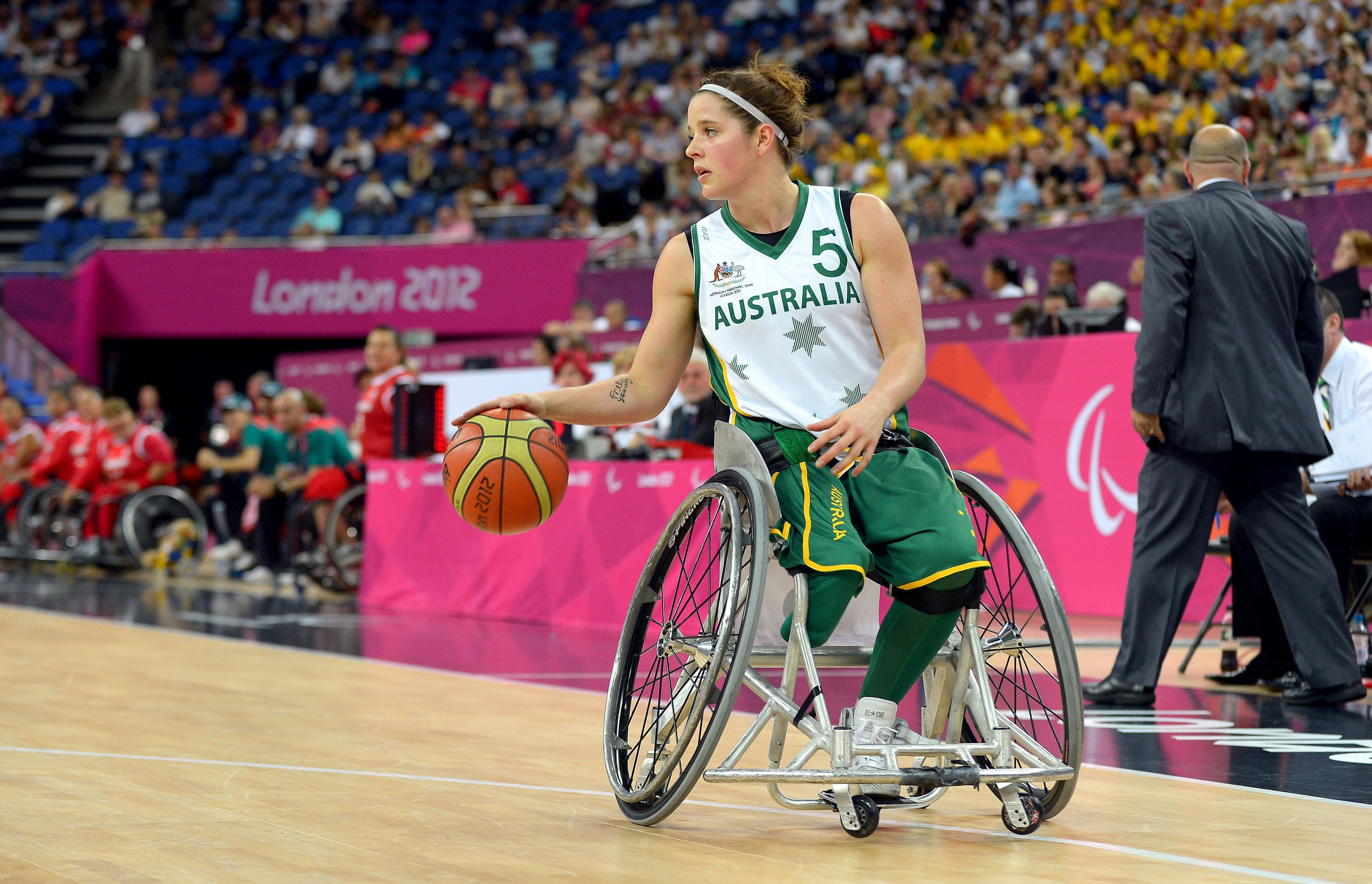
Crispin als Jocs Paralímpics de Londres 2012.

A l'octubre de 2011, Crispin va ser nomenada per a la selecció nacional més gran que competiria als Campionats de l'Àsia i Oceania 2011 a Goyang, Corea del Sud, un torneig classificador per als Jocs Paralímpics de Londres 2012, on es classificarien els dos millors equips. Els Gliders van perdre dues vegades contra Japó en les rondes classificadores, però van arribar a la final en percentatge, i van lluitar per remuntar el seu desavantatge de set punts al quart temps, per derrotar a la Xina en el combat per la medalla d'or, 45-44.
Al primer partit del torneig paralímpic de 2012 contra Brasil, que el seu equip va guanyar per 52-50, va jugar 32:34 minuts, va anotar 18 punts contra la selecció nacional femenina de bàsquet en cadira de rodes de Brasil i va tenir set rebots. Al tercer joc de grup, on va perdre contra el Canadà 50-57, va jugar 29:43 minuts i va anotar 12 punts. En el quart joc de grup contra la selecció femenina de bàsquet en cadira de rodes dels Països Baixos, que el seu equip va guanyar 58-49, va jugar 25:09 minuts i va anotar deu punts. En la victòria del seu equip en els quarts de final per 62-37 contra l'equip nacional femení de bàsquet en cadira de rodes de Mèxic, va jugar a les 17:08 minuts, i va anotar dotze punts. El seu equip va afrontar a l'equip nacional femení de bàsquet en cadira de rodes dels Estats Units en les semifinals, on Austràlia va guanyar 40-39, va jugar a les 24:37 minuts, i va anotar sis punts. En el partit per la medalla d'or contra l'equip nacional femení de bàsquet en cadira de rodes d'Alemanya, va jugar 29:40 minuts. mentre el seu equip perdia 44-58 i va ser premiat amb la medalla de plata, va anotar sis punts, i va tenir cinc rebots.24

| Partit                                        | Minuts | Punts | 2 Punts | 2 Punts | 3 Punts | 3 Punts | Tirs lliures | Tirs lliures | Rebots | Rebots | Rebots | Assistències | Pèrdidas de baló | Robos | Llançaments bloquejats | Faltes personals | Faltes dibuxaides |
| --------------------------------------------- | ------ | ----- | ------- | ------- | ------- | ------- | ------------ | ------------ | ------ | ------ | ------ | ------------ | ---------------- | ----- | ---------------------- | ---------------- | ----------------- |
| Grup A preliminar ¡ - Austràlia vs Brasil     | 32:34  | 18    | 7/14    | 50      | 0/0     | 0       | 4/7          | 57           | 2      | 5      | 7      | 3            | 3                | 2     | 0                      | 2                | 4                 |
| Grup A preliminar - Austràlia vs Gran Bretaña | 20:49  | 8     | 4/10    | 40      | 0/0     | 0       | 0/0          | 0            | 2      | 5      | 7      | 1            | 1                | 0     | 0                      | 3                | 2                 |
| Grup A preliminar - Austràlia vs Canadà       | 29:43  | 12    | 5/13    | 38      | 0/0     | 0       | 2/3          | 67           | 4      | 11     | 15     | 3            | 3                | 0     | 0                      | 5                | 3                 |
| Grup A preliminar - Holanda vs Austràlia      | 25:09  | 10    | 5/10    | 50      | 0/0     | 0       | 0/0          | 0            | 1      | 6      | 7      | 2            | 1                | 0     | 0                      | 3                | 1                 |
| Quarts de final - Austràlia vs Mèxic          | 17:08  | 12    | 6/9     | 67      | 0/0     | 0       | 0/2          | 0            | 0      | 2      | 2      | 1            | 1                | 1     | 0                      | 0                | 3                 |
| Semifinal - Austràlia vs Estats Units         | 24:37  | 6     | 3/10    | 30      | 0/0     | 0       | 0/0          | 0            | 1      | 3      | 4      | 1            | 1                | 0     | 1                      | 2                | 0                 |
| Partit medalla d'or - Austràlia vs Alemanya   | 29:40  | 6     | 3/11    | 27      | 0/0     | 0       | 0/2          | 0            | 3      | 2      | 5      | 0            | 3                | 1     | 0                      | 3                | 4                 |

### Altres competicions

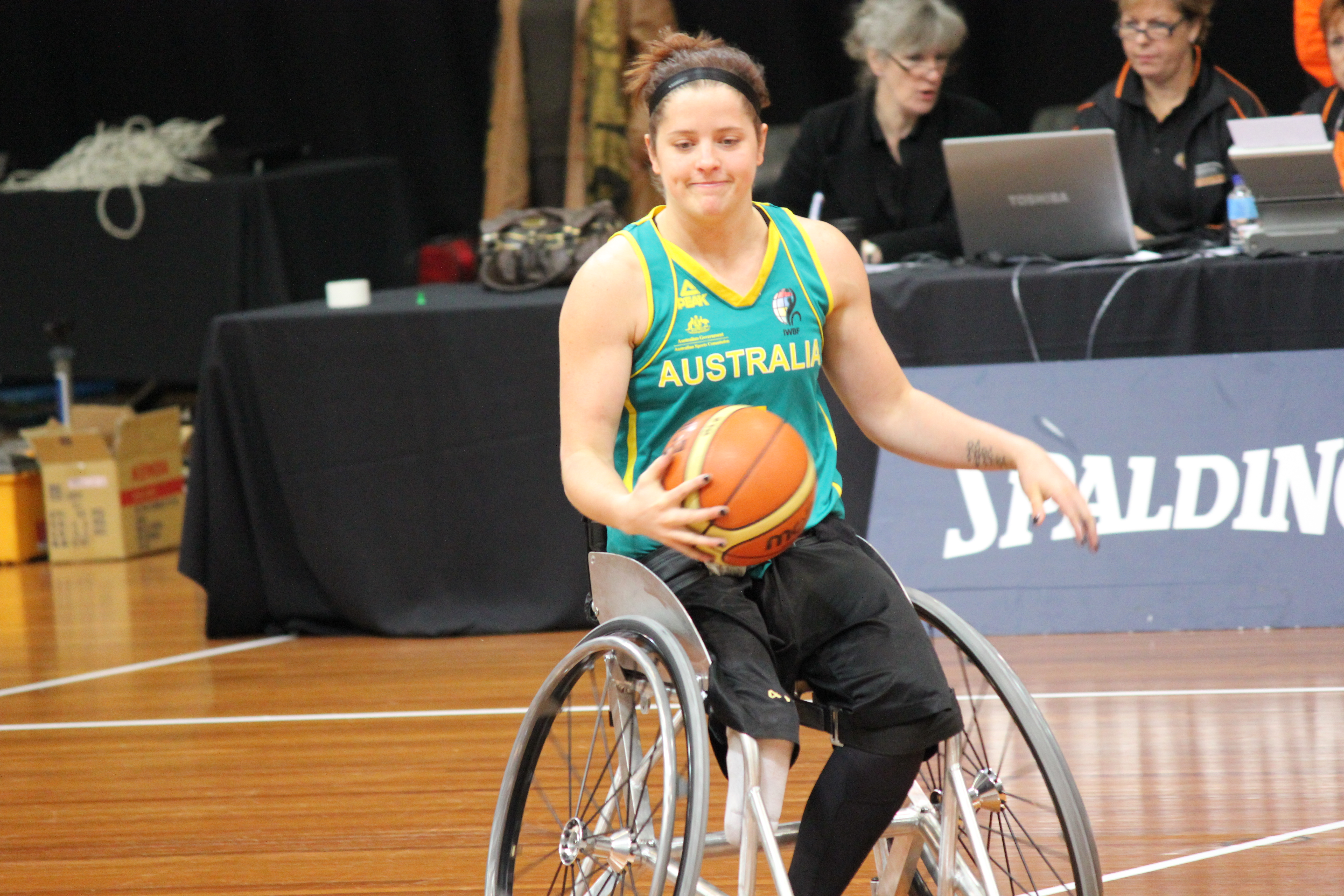
Al juliol de 2012 a Sídney.

Al 2006, Crispin va ser nomenada Jugador Més Valuós del Northern Challenge. Organitzat pels Sporting Wheelies, aquesta competició reuneix equips de tot el nord de Queensland. També va formar part de l'equip que va competir en el Desafiament Mundial de Bàsquet Joseph F. Lyttle aquest any. Al 2007, va jugar amb l'equip nacional que va competir en el torneig de classificació de l'Àsia i Oceania, i amb l'equip guanyador de la medalla de plata que va competir en la Copa d'Osaka. També va jugar amb els equips guanyadors de la Copa d'Osaka dels anys 2008, 2009 i 2010. Al 2010, va formar part de l'equip nacional australià que va acabar en quart lloc i que va competir als Campionats Mundials de la IWBF, a Birmingham, Anglaterra.
Va ser co-capitana de l'equip Sub 25 (U25) que va competir al Campionat Mundial de Bàsquet Femení Sub 25 en Cadira de Rodes de 2011, i va acabar en segon lloc. Va ser la màxima golejadora de l'equip a tots els partits del torneig, excepte els dos últims, quan com el reporter Pat Koopman va declarar, «l'oposició es va concentrar en anul·lar la seva influència en els jocs».
L'any 2013 Crispin va començar a tocar per a la Universitat d'Alabama, i va guanyar el Premi d'Impacte Jessica Staley i el Premi d'Interpretació Stephanie Wheeler per a 2013-14. L'equip d'Alabama del que formava part va passar la temporada invicte per equips femenins, i va derrotar a la Universitat d'Illinois 58-52 per guanyar el campionat nacional de 2015 el 28 de febrer de 2015.